# Parque de patinaje
Una pista de patinaje o parque de patinaje por calco de la forma inglesa skatepark, es una instalación deportiva diseñada específicamente para la práctica del monopatinaje con el objetivo de dar a los monopatinadores una zona donde realizar trucos o piruetas en condiciones óptimas de terreno y seguridad.

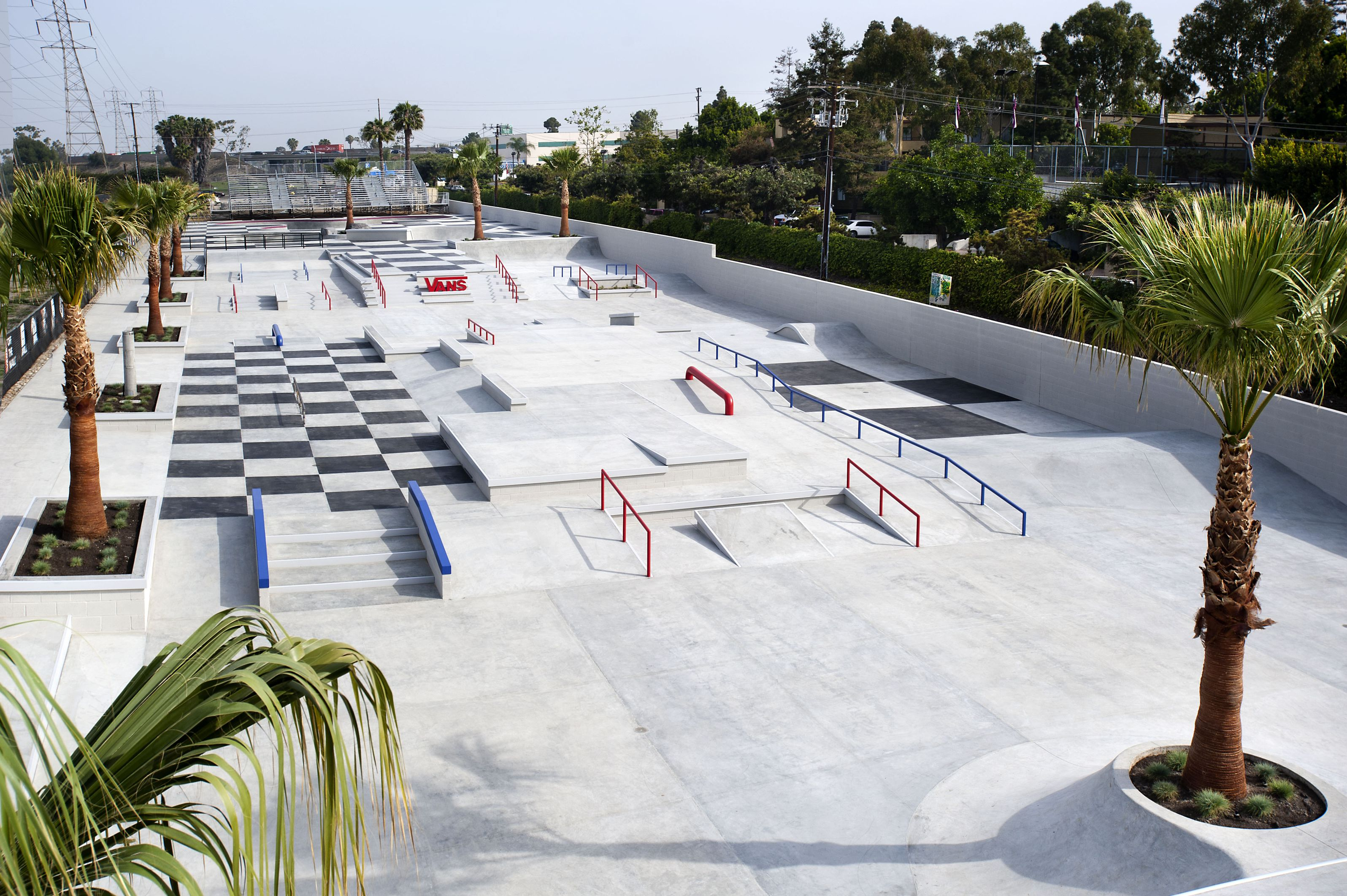
Imagen de una pista de patinaje de nueva construcción.

Una pista de patinaje está formada por diferentes módulos que imitan estructuras presentes en las calles, dispuestos de una forma coherente que permite a los usuarios moverse a través de ellos realizando trucos.

## Subtipos
- Skate plaza: Estas pistas emulan plazas y calles. Su uso está orientado exclusivamente a la modalidad de patinaje callejero.
- Medio tubo: instalación orientada exclusivamente a la modalidad de monopatinaje vertical. Muy populares en los años 1990 ceden espacio a las minirrampas y a los bowls.
- Minirrampa: Versión reducida de un medio tubo orientada a la modalidad monopatinaje vertical.
- Bowl: pista orientada exclusivamente al  monopatinaje vertical prescindiendo de la mayoría de módulos de calle.
- Parque de patinaje: pista que combina elementos de calle y de rampa.

## Parques de patinaje en América Latina y España
| Nombre                          | Ciudad                         | Año  |
| ------------------------------- | ------------------------------ | ---- |
| Skatepark San Diego             | Valencia, Venezuela            | 2011 |
| Skatepark Peñuelas              | Coquimbo, Chile                | 2012 |
| Blackboard Skateboarding        | Ciudad de México, México       | 2003 |
| La Fuente Skatepark             | Ciudad de México               | 2003 |
| Playa Hermosa Skatepark         | Ensenada Baja Ca., México      | 2023 |
| Minuano Swell Camp              | Río de Janeiro, Brasil         | 2008 |
| Paracuellos de Jarama Skatepark | Madrid, España                 | 2004 |
| Skatepark Parque de La Granja   | Santa Cruz de Tenerife, España | 2017 |
| Rio Skate Ipanema               | Río de Janeiro, Brasil         | 2002 |
| Iquique IMI                     | Iquique, Chile                 | 2009 |
| Vans Indoors                    | Ciudad de México               | 2006 |
| Skate Park Deportivo 360        | Durango, México                |      |
| Skate Park Miraflores           | Lima, Perú                     |      |
| Skate Park Badalona             | Badalona, España               | 2010 |
| The DC Embassy Barcelona        | Barcelona, España              | 2011 |
| Skatepark Milenium              | Caracas, Venezuela             | 2011 |
| Rio Park                        | Madrid, España                 | 2011 |
| Nepal Skatepark                 | Alcobendas, España             | 2015 |
| Portoviejo Rotonda Skatepark    | Portoviejo, Ecuador            | 2016 |
| El Sindi SkatePark              | Madrid, España                 | 2018 |
| Arenys de Munt                  | Barcelona, España              | 2018 |
| Skatepark de la plaza de la Paz | Barranquilla, Colombia         | 2018 |
| Skatepark del parque Venezuela  | Barranquilla, Colombia         | 2019 |